# Pedraza (Venezuela)
Pedraza is een gemeente in de Venezolaanse staat Barinas. De gemeente telt 72.500 inwoners. De hoofdplaats is Ciudad Bolivia.